# Architecten De Vylder Vinck Taillieu
 (janvier 2012).
Architecten De Vylder Vinck Taillieu est une agence d'architecture créée en 2010 par les architectes Jan De Vylder, Inge Vinck et Jo Taillieu.

## Concept
Leurs réalisations sont variées, des projets de différentes tailles tant publics que privés, comme la rénovation de maisons unifamiliales, la réorganisation du tissu urbain pour les studios de danse de la compagnie Les Ballets C de la B, la transformation du "Schermenhuis",  l'ancien entrepôt à décors du Théâtre Bourla...
En dehors des frontières de la Belgique, en 2006, Herzog & de Meuron et Ai Weiwei leur ont demandé de créer une villa de 1 000 m² à Koakoashina, un nouveau quartier chinois en cours d'expansion. 
En 2010, l'architecte japonaise Kazuyo Sejima, de l'agence SANAA les a invités à concevoir une exposition lors de la douzième Biennale de Venise.
En 2011, l'exposition à deSingel présente les travaux les plus récents des Architectes De Vylder Vinck Taillieu[réf. nécessaire].

## Membres

### Jan de Vylder (1968, Saint Nicolas, Belgique)
Jan de Vylder a étudié l'architecture à Saint-Luc à Gand. En 2000, il a ouvert un bureau avec Trice Hofkens, et depuis 2008, il travaille sous son propre nom avec Inge Vinck comme collaboratrice. Il a travaillé de 1992 à 1997 chez Frank Delmulle puis a rejoint l’équipe de Stéphane Beel. Depuis 2004, il enseigne, successivement à l'Université de Gand et à l'école des Sciences de l'art à Bruxelles.
Il a gagné deux prix en 2005 : le Prix provincial de l'architecture de  Oost-Vlaanderen et le Prix du Conseil de l'Association des architectes de la province de Flandre orientale.

### Inge Vinck (1973, Gand, Belgique)
Inge Vinck a étudié l'architecture à Saint-Luc à Gand. De 1997 à 2001, elle était collaboratrice de Patrice Mottini (Paris), puis elle travailla avec Stephane Beel de 2001 jusqu'en 2007. C'est en 2008 qu'elle commença sa collaboration avec Jan De Vylder.

### Jo Taillieu (1971, Wevelgem, Belgique)
Jo Taillieu a étudié l'architecture à Saint-Luc à Gand et à Duncan of Jordanstone à Dundee (Écosse). Il a travaillé pour Maxwan Architecten (Rients Dijkstra - Rianne Makkink, Rotterdam) de 1995 à 1996, collaborateur de Stephane Beel Architecten de 1997 à 2001, puis jusqu'en 2007 chez Stéphane Beel - Xaveer De Geyter Architecten et, durant une courte année, collaboration avec Jo Crepain(Anvers). En parallèle de 2004 en 2009, il tenait sa propre agence : Jo Taillieu Architecten.
Durant cinq ans, il fut professeur invité à Sint-Lucas à Gand (1999-2004). De 2002 à 2005, il a été assistant pratique dans le département d'architecture de la Faculté des Sciences Appliquées de l'Université de Gand. Il a remporté le prix d'architecture belge en 2007 et le prix de la Flandre orientale Architecture en 2008.

## Prix[réf.nécessaire]
- Prix belge de l'architecture (premier prix 2007; candidatures 2009, 2011)
- Belgian Building Awards (2009, 2010)
- Prix provincial d'Architecture de Flandre-Orientale (2005, 2007; candidature 2011)